# Zygophyllum betpakdalense
Zygophyllum betpakdalense är en pockenholtsväxtart som beskrevs av Golosh. & Semiotr.. Zygophyllum betpakdalense ingår i släktet Zygophyllum och familjen pockenholtsväxter. Inga underarter finns listade i Catalogue of Life.